# Torneos de Preclasificación Olímpica FIBA 2023
Los Torneos de Preclasificación Olímpica FIBA 2023 fueron la primera edición de una serie de torneos que sirvieron para la clasificación de baloncesto masculino a los Juegos Olímpicos de París 2024. Fueron 5 torneos que se disputaron del 12 al 20 de agosto y que contaron con la participación de 40 selecciones nacionales que no pudieron clasificarse a la Copa Mundial de Baloncesto de 2023. Los 5 campeones de cada torneo obtuvieron un pasaje al Torneo Preolímpico FIBA 2024, en donde jugarían por las últimas 4 plazas a los Juegos Olímpicos con los equipos que no clasificaron a través de la Copa Mundial.

## Equipos participantes
Los torneos contaron con la participación de 40 selecciones nacionales. De estas, 28 participaron en la segunda ronda de las ventanas clasificatorias a la Copa Mundial de Baloncesto de 2023 pero no pudieron clasificar al torneo, mientras que las otras 12 son los siguientes países mejor posicionados en el ranking mundial.
El seleccionado de Gran Bretaña no se registró para el evento y por ello fue reemplazado por Croacia, el equipo europeo mejor posicionado que no participó en la segunda ronda de clasificatorios. Siguiendo la recomendación del Comité Olímpico Internacional sobre la participación de atletas con pasaporte ruso o bielorruso en competencias internacionales, el Comité Ejecutivo de FIBA resolvió no permitir la participación de Rusia. Ante esta situación, Bulgaria ocupó su lugar como el siguiente equipo mejor posicionado en Europa.
Las selecciones de República Democrática del Congo y Uganda por el continente africano, la de Panamá por el americano, y las de Corea del Sur y China Taipéi por el asiático anunciaron poco antes del comienzo de los torneos que no formarían parte de la competencia.
| FIBA África                                                                      | FIBA Américas                                                                       | FIBA Asia                                                                         | FIBA Europa                                                                                      | FIBA Europa                                                           |
| -------------------------------------------------------------------------------- | ----------------------------------------------------------------------------------- | --------------------------------------------------------------------------------- | ------------------------------------------------------------------------------------------------ | --------------------------------------------------------------------- |
| Camerún Guinea Malí Nigeria República Democrática del Congo Senegal Túnez Uganda | Argentina Bahamas Chile Colombia Cuba Islas Vírgenes Estadounidenses Panamá Uruguay | Arabia Saudita Baréin China Taipéi Corea del Sur India Indonesia Kazajistán Siria | Bosnia y Herzegovina Estonia Hungría Israel Macedonia del Norte Polonia Portugal República Checa | Bélgica Bulgaria Croacia Islandia Países Bajos Suecia Turquía Ucrania |

## Formato de competición
Se disputaron 5 torneos para las 4 confederaciones continentales (Europa contó con 2 torneos) de 8 equipos cada uno. Los 8 equipos se dividieron en 2 grupos de 4 y jugaron todos contra todos durante los primeros días de competencia. Los dos mejores equipos de cada grupo avanzaron a la siguiente fase de eliminatorias. El primero de cada grupo se enfrentó contra el segundo del otro en semifinales. Los ganadores de cada semifinal disputaron la final el 20 de agosto para determinar al campeón del torneo. Los 5 ganadores de cada torneo continental obtuvieron la clasificación al Torneo Preolímpico FIBA 2024, en el cual se disputarían las 4 plazas restantes a los Juegos Olímpicos de París 2024 entre quienes no las obtuvieron en la Copa Mundial.

## Torneos de preclasificación

### África
Las selecciones de República Democrática del Congo y Uganda no viajaron a Nigeria para disputar el torneo. Por ello, los grupos A y B se jugaron con 3 equipos cada uno.

#### Primera fase

##### Grupo A
| Pos. | Equipo      | PJ | G | P | PF  | PC  | DP  | Pts | Clasificación |
| ---- | ----------- | -- | - | - | --- | --- | --- | --- | ------------- |
| 1    | Senegal     | 2  | 2 | 0 | 167 | 158 | +9  | 4   | Semifinales   |
| 2    | Malí        | 2  | 1 | 1 | 148 | 142 | +6  | 3   | Semifinales   |
| 3    | Nigeria (H) | 2  | 0 | 2 | 155 | 170 | −15 | 2   |               |

 Fuente: FIBA
| 14 de agosto  | Senegal                                       | 93–87                                 | Nigeria                                            | Lagos                                                                              |  |
| 18:00 (UTC+1) | Parciales: 25-26, 21-18, 21-24, 26-19         | Parciales: 25-26, 21-18, 21-24, 26-19 | Parciales: 25-26, 21-18, 21-24, 26-19              |                                                                                    |  |
|               | Estadísticas Y. Ndoye 15 P. Diop 8 B. Badio 5 | Reporte Pts Reb Asts                  | Estadísticas 24 U. Iroegbu 10 C. Metu 5 U. Iroegbu | Pabellón: Eko Convention Center Árbitros: Amr Aboollo Cherubin Leslie Tonton Banza |  |

| 15 de agosto  | Nigeria                                                 | 68–77                                | Malí                                                                 | Lagos                                                                               |  |
| 18:00 (UTC+1) | Parciales: 17-15, 26-23, 18-15, 7-24                    | Parciales: 17-15, 26-23, 18-15, 7-24 | Parciales: 17-15, 26-23, 18-15, 7-24                                 |                                                                                     |  |
|               | Estadísticas U. Iroegbu 26 Tres jugadores 5 I. Ndugba 6 | Reporte Pts Reb Asts                 | Estadísticas 14 F. Drame, H. Drame 10 F. Drame 2 M. Kante, T. Konate | Pabellón: Eko Convention Center Árbitros: Amir Taboubi Guy Sani Kollo Claudio Eiuba |  |

| 17 de agosto  | Senegal                                           | 74–71                                 | Malí                                              | Lagos                                                                             |  |
| 18:00 (UTC+1) | Parciales: 19-16, 14-22, 16-16, 25-17             | Parciales: 19-16, 14-22, 16-16, 25-17 | Parciales: 19-16, 14-22, 16-16, 25-17             |                                                                                   |  |
|               | Estadísticas B. Badio 19 O. N’Diaye 13 L. Sambe 5 | Reporte Pts Reb Asts                  | Estadísticas 19 F. Drame 14 A. Diarra 10 M. Kante | Pabellón: Eko Convention Center Árbitros: Tonton Banza Didier Gaga Haytham Ihaqaf |  |

##### Grupo B
| Pos. | Equipo  | PJ | G | P | PF  | PC  | DP  | Pts | Clasificación |
| ---- | ------- | -- | - | - | --- | --- | --- | --- | ------------- |
| 1    | Camerún | 2  | 2 | 0 | 187 | 144 | +43 | 4   | Semifinales   |
| 2    | Guinea  | 2  | 1 | 1 | 169 | 190 | −21 | 3   | Semifinales   |
| 3    | Túnez   | 2  | 0 | 2 | 156 | 178 | −22 | 2   |               |

 Fuente: FIBA
| 15 de agosto  | Camerún                                                   | 104–74                                | Guinea                                            | Lagos                                                                                     |  |
| 15:00 (UTC+1) | Parciales: 19-20, 26-20, 33-19, 26-15                     | Parciales: 19-20, 26-20, 33-19, 26-15 | Parciales: 19-20, 26-20, 33-19, 26-15             |                                                                                           |  |
|               | Estadísticas F. Ateba 27 R. Nyama, J. Bayehe 5 J. Hill 11 | Reporte Pts Reb Asts                  | Estadísticas 25 A. Diallo 9 A. Diallo 9 A. Diallo | Pabellón: Eko Convention Center Árbitros: António Bernardo Hassane Kamaté Walelign Gebeto |  |

| 16 de agosto  | Túnez                                                       | 70–83                                | Camerún                                        | Lagos                                                                                   |  |
| 18:00 (UTC+1) | Parciales: 21-19, 18-18, 23-23, 8-23                        | Parciales: 21-19, 18-18, 23-23, 8-23 | Parciales: 21-19, 18-18, 23-23, 8-23           |                                                                                         |  |
|               | Estadísticas O. Abada 22 F. Lahyani 7 J. Jawadi, O. Abada 6 | Reporte Pts Reb Asts                 | Estadísticas 19 J. Hill 13 J. Bayehe 5 J. Hill | Pabellón: Eko Convention Center Árbitros: Youssouf Maiga Babacar Gueye Diallo Mahamadou |  |

| 18 de agosto  | Guinea                                                   | 95–86                                 | Túnez                                            | Lagos                                                                             |  |
| 18:00 (UTC+1) | Parciales: 20-21, 29-20, 25-18, 21-27                    | Parciales: 20-21, 29-20, 25-18, 21-27 | Parciales: 20-21, 29-20, 25-18, 21-27            |                                                                                   |  |
|               | Estadísticas A. Kaba 22 C. Conde, A. Kaba 8 A. Diallo 10 | Reporte Pts Reb Asts                  | Estadísticas 26 O. Abada 8 F. Lahyani 9 O. Abada | Pabellón: Eko Convention Center Árbitros: Tonton Banza Didier Gaga Haytham Ihaqaf |  |

#### Fase final
|  | Semifinales  | Semifinales  | Semifinales  |         |         | Final        | Final        | Final        |  |
|  | 19 de agosto | 19 de agosto | 19 de agosto |         |         | 20 de agosto | 20 de agosto | 20 de agosto |  |
|  |              |              |              |         |         |              |              |              |  |
|  |              |              |              |         |         |              |              |              |  |
|  | B2           | Guinea       | 60           |         |         |              |              |              |  |
|  | B2           | Guinea       | 60           |         |         |              |              |              |  |
|  | A1           | Senegal      | 100          |         |         |              |              |              |  |
|  | A1           | Senegal      | 100          |         | Senegal | Senegal      | 74           |              |  |
|  |              |              |              |         | Senegal | Senegal      | 74           |              |  |
|  |              |              | Camerún      | Camerún | 80      |              |              |              |  |
|  | B1           | Camerún      | Camerún      | Camerún | 80      | 87           |              |              |  |
|  | B1           | Camerún      |              |         |         | 87           |              |              |  |
|  | A2           | Malí         | 70           |         |         |              |              |              |  |
|  | A2           | Malí         | 70           |         |         |              |              |              |  |
|  |              |              |              |         |         |              |              |              |  |

##### Semifinales
| 19 de agosto  | Camerún                                       | 87–70                                 | Malí                                                       | Lagos                                                                              |  |
| 15:00 (UTC+1) | Parciales: 27-17, 22-19, 22-11, 16-23         | Parciales: 27-17, 22-19, 22-11, 16-23 | Parciales: 27-17, 22-19, 22-11, 16-23                      |                                                                                    |  |
|               | Estadísticas J. Hill 21 J. Bayehe 8 J. Hill 7 | Reporte Pts Reb Asts                  | Estadísticas 16 F. Drame 7 F. Drame, M. Sissoko 6 H. Drame | Pabellón: Eko Convention Center Árbitros: Amr Aboollo Amir Taboubi Cherubin Leslie |  |

| 19 de agosto  | Guinea                                             | 60–100                                | Senegal                                                      | Lagos                                                                                   |  |
| 18:00 (UTC+1) | Parciales: 20-20, 12-25, 13-29, 15-26              | Parciales: 20-20, 12-25, 13-29, 15-26 | Parciales: 20-20, 12-25, 13-29, 15-26                        |                                                                                         |  |
|               | Estadísticas A. Diallo 18 O. Drame 11 A. Doumbia 5 | Reporte Pts Reb Asts                  | Estadísticas 20 B. Badio 10 O. N’Diaye 8 B. Badio, J. Boissy | Pabellón: Eko Convention Center Árbitros: Hassane Kamaté Walelign Gebeto Haytham Ihaqaf |  |

##### Final
| 20 de agosto  | Senegal                                         | 74–80                                | Camerún                                          | Lagos                                                                                    |  |
| 16:00 (UTC+1) | Parciales: 25-25, 8-22, 21-15, 20-18            | Parciales: 25-25, 8-22, 21-15, 20-18 | Parciales: 25-25, 8-22, 21-15, 20-18             |                                                                                          |  |
|               | Estadísticas Y. Ndoye 18 Y. Ndoye 10 B. Badio 6 | Reporte Pts Reb Asts                 | Estadísticas 19 S. Gbetkom 7 P. Eboua 14 J. Hill | Pabellón: Eko Convention Center Árbitros: Amr Aboollo António Bernardo Kingsley Ojeaburu |  |

### América
La selección de Panamá no asistió al torneo alegando la falta de recursos económicos para costearlo. El grupo A entonces se jugó con 3 equipos.

#### Primera fase

##### Grupo A
| Pos. | Equipo        | PJ | G | P | PF  | PC  | DP  | Pts | Clasificación |
| ---- | ------------- | -- | - | - | --- | --- | --- | --- | ------------- |
| 1    | Bahamas       | 2  | 2 | 0 | 210 | 157 | +53 | 4   | Semifinales   |
| 2    | Argentina (H) | 2  | 1 | 1 | 198 | 167 | +31 | 3   | Semifinales   |
| 3    | Cuba          | 2  | 0 | 2 | 134 | 218 | −84 | 2   |               |

 Fuente: FIBA
| 14 de agosto  | Cuba                                                    | 68–109                                | Bahamas                                             | Santiago del Estero                                                           |  |
| 22:10 (UTC-3) | Parciales: 16-20, 12-26, 18-33, 22-30                   | Parciales: 16-20, 12-26, 18-33, 22-30 | Parciales: 16-20, 12-26, 18-33, 22-30               |                                                                               |  |
|               | Estadísticas K. Guzmán 16 P. Bombino 5 Tres jugadores 3 | Reporte Pts Reb Asts                  | Estadísticas 24 B. Hield 10 D. Ayton 7 L. Nairn Jr. | Pabellón: Estadio Ciudad Árbitros: Jesed Díaz Nathaniel Saunders Teresa Stuck |  |

| 16 de agosto  | Bahamas                                              | 101–89                                | Argentina                                                | Santiago del Estero                                                                     |  |
| 21:10 (UTC-3) | Parciales: 25-37, 30-16, 27-14, 19-22                | Parciales: 25-37, 30-16, 27-14, 19-22 | Parciales: 25-37, 30-16, 27-14, 19-22                    |                                                                                         |  |
|               | Estadísticas E. Gordon 24 D. Ayton 15 L. Nairn Jr. 7 | Reporte Pts Reb Asts                  | Estadísticas 21 N. Brussino 7 N. Brussino 10 F. Campazzo | Pabellón: Estadio Ciudad Árbitros: Krishna Domínguez Alan dos Santos Carmelo de la Rosa |  |

| 17 de agosto  | Cuba                                              | 66–109                                | Argentina                                            | La Banda                                                                                |  |
| 22:10 (UTC-3) | Parciales: 24-29, 17-21, 14-32, 11-27             | Parciales: 24-29, 17-21, 14-32, 11-27 | Parciales: 24-29, 17-21, 14-32, 11-27                |                                                                                         |  |
|               | Estadísticas N. Coutin 15 M. Chacón 7 M. Chacón 4 | Reporte Pts Reb Asts                  | Estadísticas 20 L. Redivo 9 L. Vildoza 8 F. Campazzo | Pabellón: Estadio Vicente Rosales Árbitros: Alexis Mercado Felipe Ibarra Orlando Varela |  |

##### Grupo B
| Pos. | Equipo                         | PJ | G | P | PF  | PC  | DP  | Pts | Clasificación |
| ---- | ------------------------------ | -- | - | - | --- | --- | --- | --- | ------------- |
| 1    | Chile                          | 3  | 3 | 0 | 217 | 196 | +21 | 6   | Semifinales   |
| 2    | Uruguay                        | 3  | 1 | 2 | 215 | 212 | +3  | 4   | Semifinales   |
| 3    | Colombia                       | 3  | 1 | 2 | 227 | 231 | −4  | 4   |               |
| 4    | Islas Vírgenes Estadounidenses | 3  | 1 | 2 | 204 | 224 | −20 | 4   |               |

 Fuente: FIBA
Notas:
1. 1 2 3  Uruguay 1-1 (3 Pts), +11 DP; Colombia 1-1 (3 Pts), +8 DP; Islas Vírgenes Estadounidenses 1-1 (3 Pts), -19 DP

| 14 de agosto  | Islas Vírgenes Estadounidenses                                 | 61–62                                 | Chile                                                | La Banda                                                                                  |  |
| 17:10 (UTC-3) | Parciales: 17-18, 11-19, 22-13, 11-12                          | Parciales: 17-18, 11-19, 22-13, 11-12 | Parciales: 17-18, 11-19, 22-13, 11-12                |                                                                                           |  |
|               | Estadísticas J. Corbett 22 L. Smith 13 A. Nesbitt, M. Arnold 3 | Reporte Pts Reb Asts                  | Estadísticas 23 N. Carvacho 8 N. Carvacho 8 F. Haase | Pabellón: Estadio Vicente Rosales Árbitros: Grant Todey Carmelo de la Rosa Franco Anselmo |  |

| 14 de agosto  | Uruguay                                               | 80–65                                 | Colombia                                                   | La Banda                                                                                     |  |
| 19:40 (UTC-3) | Parciales: 19-27, 19-12, 12-13, 30-13                 | Parciales: 19-27, 19-12, 12-13, 30-13 | Parciales: 19-27, 19-12, 12-13, 30-13                      |                                                                                              |  |
|               | Estadísticas J. Rodríguez 19 M. Rojas 12 N. Pomoli 11 | Reporte Pts Reb Asts                  | Estadísticas 28 M. Jackson 8 J. Echenique 3 Tres jugadores | Pabellón: Estadio Vicente Rosales Árbitros: Krishna Domínguez Alan dos Santos Franco Ronconi |  |

| 15 de agosto  | Colombia                                               | 97–74                                | Islas Vírgenes Estadounidenses                               | La Banda                                                                                 |  |
| 18:10 (UTC-3) | Parciales: 17-31, 25-9, 26-16, 29-18                   | Parciales: 17-31, 25-9, 26-16, 29-18 | Parciales: 17-31, 25-9, 26-16, 29-18                         |                                                                                          |  |
|               | Estadísticas J. Echenique 20 J. Echenique 8 R. Roque 4 | Reporte Pts Reb Asts                 | Estadísticas 19 J. Corbett 6 J. Corbett, S. Jules 4 L. Smith | Pabellón: Estadio Vicente Rosales Árbitros: Alexis Mercado Orlando Varela Fernando Leite |  |

| 15 de agosto  | Chile                                                          | 78–70                                | Uruguay                                                   | La Banda                                                                                 |  |
| 20:40 (UTC-3) | Parciales: 18-14, 27-28, 16-19, 17-9                           | Parciales: 18-14, 27-28, 16-19, 17-9 | Parciales: 18-14, 27-28, 16-19, 17-9                      |                                                                                          |  |
|               | Estadísticas F. Haase, S. Herrera 18 N. Carvacho 7 I. Arroyo 4 | Reporte Pts Reb Asts                 | Estadísticas 19 N. Pomoli 6 Tres jugadores 5 J. Rodríguez | Pabellón: Estadio Vicente Rosales Árbitros: Jesed Díaz Nathaniel Saunders Samuel Hidalgo |  |

| 17 de agosto  | Chile                                                  | 77–65                                | Colombia                                                                        | La Banda                                                                                    |  |
| 17:10 (UTC-3) | Parciales: 18-24, 19-22, 23-6, 17-13                   | Parciales: 18-24, 19-22, 23-6, 17-13 | Parciales: 18-24, 19-22, 23-6, 17-13                                            |                                                                                             |  |
|               | Estadísticas N. Carvacho 17 N. Carvacho 6 S. Herrera 5 | Reporte Pts Reb Asts                 | Estadísticas 19 M. Jackson 7 J. Echenique, A. Ibargüen 3 H. Atencia, M. Jackson | Pabellón: Estadio Vicente Rosales Árbitros: Krishna Domínguez Franco Ronconi Fernando Leite |  |

| 17 de agosto  | Uruguay                                               | 65–69                                 | Islas Vírgenes Estadounidenses                    | La Banda                                                                            |  |
| 19:40 (UTC-3) | Parciales: 16-13, 16-22, 16-12, 17-22                 | Parciales: 16-13, 16-22, 16-12, 17-22 | Parciales: 16-13, 16-22, 16-12, 17-22             |                                                                                     |  |
|               | Estadísticas E. Serres 16 M. Calfani 9 K. Wachsmann 4 | Reporte Pts Reb Asts                  | Estadísticas 14 M. Arnold 7 R. Hansen 4 M. Arnold | Pabellón: Estadio Vicente Rosales Árbitros: Grant Todey José Fernández Teresa Stuck |  |

#### Fase final
|  | Semifinales  | Semifinales  | Semifinales  |           |         | Final        | Final        | Final        |  |
|  | 19 de agosto | 19 de agosto | 19 de agosto |           |         | 20 de agosto | 20 de agosto | 20 de agosto |  |
|  |              |              |              |           |         |              |              |              |  |
|  |              |              |              |           |         |              |              |              |  |
|  | B2           | Uruguay      | 62           |           |         |              |              |              |  |
|  | B2           | Uruguay      | 62           |           |         |              |              |              |  |
|  | A1           | Bahamas      | 78           |           |         |              |              |              |  |
|  | A1           | Bahamas      | 78           |           | Bahamas | Bahamas      | 82           |              |  |
|  |              |              |              |           | Bahamas | Bahamas      | 82           |              |  |
|  |              |              | Argentina    | Argentina | 75      |              |              |              |  |
|  | B1           | Chile        | Argentina    | Argentina | 75      | 79           |              |              |  |
|  | B1           | Chile        |              |           |         | 79           |              |              |  |
|  | A2           | Argentina    | 87           |           |         |              |              |              |  |
|  | A2           | Argentina    | 87           |           |         |              |              |              |  |
|  |              |              |              |           |         |              |              |              |  |

##### Semifinales
| 19 de agosto  | Chile                                                             | 79–87                                 | Argentina                                             | Santiago del Estero                                                              |  |
| 18:10 (UTC-3) | Parciales: 20-25, 20-21, 16-22, 23-19                             | Parciales: 20-25, 20-21, 16-22, 23-19 | Parciales: 20-25, 20-21, 16-22, 23-19                 |                                                                                  |  |
|               | Estadísticas N. Carvacho 23 N. Carvacho, S. Herrera 5 I. Arroyo 7 | Reporte Pts Reb Asts                  | Estadísticas 24 G. Deck 12 N. Brussino 12 F. Campazzo | Pabellón: Estadio Ciudad Árbitros: Jesed Díaz Nathaniel Saunders Alan dos Santos |  |

| 19 de agosto  | Uruguay                                                   | 62–78                                 | Bahamas                                             | Santiago del Estero                                                              |  |
| 21:10 (UTC-3) | Parciales: 12-23, 11-20, 11-16, 28-19                     | Parciales: 12-23, 11-20, 11-16, 28-19 | Parciales: 12-23, 11-20, 11-16, 28-19               |                                                                                  |  |
|               | Estadísticas G. Iglesias 20 Tres jugadores 5 J. Zanotta 4 | Reporte Pts Reb Asts                  | Estadísticas 17 B. Hield 9 D. Ayton 4 F. Miller Jr. | Pabellón: Estadio Ciudad Árbitros: Krishna Domínguez Alexis Mercado Teresa Stuck |  |

##### Final
| 20 de agosto  | Bahamas                                                        | 82–75                                 | Argentina                                            | Santiago del Estero                                                                 |  |
| 21:10 (UTC-3) | Parciales: 22-26, 20-16, 17-21, 23-12                          | Parciales: 22-26, 20-16, 17-21, 23-12 | Parciales: 22-26, 20-16, 17-21, 23-12                |                                                                                     |  |
|               | Estadísticas E. Gordon 27 D. Ayton 21 B. Hield, L. Nairn Jr. 3 | Reporte Pts Reb Asts                  | Estadísticas 21 G. Deck 9 N. Brussino 17 F. Campazzo | Pabellón: Estadio Ciudad Árbitros: Krishna Domínguez Grant Todey Carmelo de la Rosa |  |

### Asia
Los seleccionados de Corea del Sur y China Taipéi decidieron no viajar a Siria para disputar el torneo. Por esta razón, el formato de competición tuvo que ser modificado para jugarse en un único grupo de 6 equipos, que jugarían todos contra todos, y del cual el mejor equipo obtendría la clasificación al Torneo Preolímpico.

#### Fase de grupos

##### Grupo A
| Pos. | Equipo         | PJ | G | P | PF  | PC  | DP   | Pts | Clasificación                |
| ---- | -------------- | -- | - | - | --- | --- | ---- | --- | ---------------------------- |
| 1    | Baréin         | 5  | 5 | 0 | 458 | 339 | +119 | 10  | Torneo Preolímpico FIBA 2024 |
| 2    | Arabia Saudita | 5  | 3 | 2 | 402 | 375 | +27  | 8   |                              |
| 3    | India          | 5  | 2 | 3 | 386 | 392 | −6   | 7   |                              |
| 4    | Kazajistán     | 5  | 2 | 3 | 373 | 414 | −41  | 7   |                              |
| 5    | Indonesia      | 5  | 2 | 3 | 393 | 431 | −38  | 7   |                              |
| 6    | Siria (H)      | 5  | 1 | 4 | 355 | 416 | −61  | 6   |                              |

 Fuente: FIBA
Notas:
1. 1 2 3  India 1-1 (3 Pts), +13 DP; Kazajistán 1-1 (3 Pts), -6 DP; Indonesia 1-1 (3 Pts), -7 DP

| 12 de agosto  | Indonesia                                            | 91–82                                 | Kazajistán                                     | Damasco                                                                                             |  |
| 15:00 (UTC+3) | Parciales: 19-22, 28-16, 23-21, 21-23                | Parciales: 19-22, 28-16, 23-21, 21-23 | Parciales: 19-22, 28-16, 23-21, 21-23          | |  |
|               | Estadísticas M. Bolden 40 M. Bolden 10 Y. Saputera 8 | Reporte Pts Reb Asts                  | Estadísticas 21 A. Bykov 12 R. Pan 6 S. Kuanov | Pabellón: Complejo Deportivo Al-Fayhaa Árbitros: Mohammad Doost Issam Al Siyabi Mohammed Altarawneh |  |

| 12 de agosto  | Baréin                                           | 89–74                                 | Arabia Saudita                                                  | Damasco                                                                                      |  |
| 17:30 (UTC+3) | Parciales: 22-17, 19-21, 28-18, 20-18            | Parciales: 22-17, 19-21, 28-18, 20-18 | Parciales: 22-17, 19-21, 28-18, 20-18                           |                                                                                              |  |
|               | Estadísticas W. Chism 24 M. Hamooda 6 A. Melad 5 | Reporte Pts Reb Asts                  | Estadísticas 23 M. Alsuwailem 19 M. Alsuwailem 6 K. Abdel Gabar | Pabellón: Complejo Deportivo Al-Fayhaa Árbitros: Rabah Noujaim Mohammad Taha Taha Al-Hashedi |  |

| 12 de agosto  | Siria                                              | 74–85                                 | India                                                     | Damasco                                                                                     |  |
| 20:00 (UTC+3) | Parciales: 16-31, 19-17, 18-23, 21-14              | Parciales: 16-31, 19-17, 18-23, 21-14 | Parciales: 16-31, 19-17, 18-23, 21-14                     |                                                                                             |  |
|               | Estadísticas N. Issa 21 A. Al-Hamwi 7 M. Arbasha 6 | Reporte Pts Reb Asts                  | Estadísticas 21 P. Prince 6 P. Brar, A. Singh 7 P. Prince | Pabellón: Complejo Deportivo Al-Fayhaa Árbitros: Mohammad Alamiri Hadi Salem Ahmad Alyousef |  |

| 13 de agosto  | Kazajistán                                      | 67–104                                | Baréin                                                | Damasco                                                                                    |  |
| 15:00 (UTC+3) | Parciales: 18-25, 12-21, 17-26, 20-32           | Parciales: 18-25, 12-21, 17-26, 20-32 | Parciales: 18-25, 12-21, 17-26, 20-32                 |                                                                                            |  |
|               | Estadísticas K. Neff 19 R. Pan 10 O. Balashov 6 | Reporte Pts Reb Asts                  | Estadísticas 26 M. Rashed 9 W. Chism 4 Tres jugadores | Pabellón: Complejo Deportivo Al-Fayhaa Árbitros: Mohammad Alamiri Mohammad Taha Hadi Salem |  |

| 13 de agosto  | India                                                            | 90–74                                 | Indonesia                                           | Damasco                                                                                        |  |
| 17:30 (UTC+3) | Parciales: 25-16, 25-20, 19-19, 21-19                            | Parciales: 25-16, 25-20, 19-19, 21-19 | Parciales: 25-16, 25-20, 19-19, 21-19               |                                                                                                |  |
|               | Estadísticas M. Hafeez 15 P. Brar 9 V. Bhriguvanshi, M. Hafeez 5 | Reporte Pts Reb Asts                  | Estadísticas 23 M. Bolden 9 M. Bolden 4 Y. Saputera | Pabellón: Complejo Deportivo Al-Fayhaa Árbitros: Mohammad Doost Taha Al-Hashedi Ahmad Alyousef |  |

| 13 de agosto  | Arabia Saudita                                                  | 71–73                                 | Siria                                              | Damasco                                                                                            |  |
| 20:00 (UTC+3) | Parciales: 20-20, 19-13, 17-18, 15-22                           | Parciales: 20-20, 19-13, 17-18, 15-22 | Parciales: 20-20, 19-13, 17-18, 15-22              | |  |
|               | Estadísticas M. Alsuwailem 19 M. Alsuwailem 11 K. Abdel Gabar 5 | Reporte Pts Reb Asts                  | Estadísticas 23 N. Issa 12 O. Idelbi 5 B. Peterson | Pabellón: Complejo Deportivo Al-Fayhaa Árbitros: Rabah Noujaim Mohammed Altarawneh Issam Al Siyabi |  |

| 14 de agosto  | India                                                      | 70–73                                 | Kazajistán                                           | Damasco                                                                                  |  |
| 15:00 (UTC+3) | Parciales: 16-19, 20-18, 18-13, 16-23                      | Parciales: 16-19, 20-18, 18-13, 16-23 | Parciales: 16-19, 20-18, 18-13, 16-23                |                                                                                          |  |
|               | Estadísticas A. Muthu 18 P. Brar 10 M. Hafeez, P. Prince 4 | Reporte Pts Reb Asts                  | Estadísticas 19 V. Ivanov 12 V. Ivanov 6 O. Balashov | Pabellón: Complejo Deportivo Al-Fayhaa Árbitros: Rabah Noujaim Hadi Salem Ahmad Alyousef |  |

| 14 de agosto  | Indonesia                                           | 72–86                                 | Arabia Saudita                                                  | Damasco                                                                                          |  |
| 17:30 (UTC+3) | Parciales: 23-20, 15-23, 19-24, 15-19               | Parciales: 23-20, 15-23, 19-24, 15-19 | Parciales: 23-20, 15-23, 19-24, 15-19                           |                                                                                                  |  |
|               | Estadísticas M. Bolden 21 M. Bolden 9 Y. Saputera 9 | Reporte Pts Reb Asts                  | Estadísticas 23 M. Alsuwailem 17 M. Alsuwailem 7 K. Abdel Gabar | Pabellón: Complejo Deportivo Al-Fayhaa Árbitros: Mohammad Alamiri Mohammad Doost Issam Al Siyabi |  |

| 14 de agosto  | Siria                                              | 60–91                                 | Baréin                                        | Damasco                                                                                    |  |
| 20:00 (UTC+3) | Parciales: 13-19, 14-25, 17-21, 16-26              | Parciales: 13-19, 14-25, 17-21, 16-26 | Parciales: 13-19, 14-25, 17-21, 16-26         |                                                                                            |  |
|               | Estadísticas M. Arbasha 15 K. Canbolat 8 N. Issa 7 | Reporte Pts Reb Asts                  | Estadísticas 32 M. Rashed 9 W. Chism 7 M. Isa | Pabellón: Complejo Deportivo Al-Fayhaa Árbitros: Paul Skayem Mohammad Taha Taha Al-Hashedi |  |

| 16 de agosto  | Arabia Saudita                                                                    | 92–75                                 | India                                                   | Damasco                                                                                     |  |
| 15:00 (UTC+3) | Parciales: 27-14, 25-16, 18-20, 22-25                                             | Parciales: 27-14, 25-16, 18-20, 22-25 | Parciales: 27-14, 25-16, 18-20, 22-25                   |                                                                                             |  |
|               | Estadísticas K. Abdel Gabar, M. Kadi 15 M. Alsuwailem, M. Kadi 9 K. Abdel Gabar 9 | Reporte Pts Reb Asts                  | Estadísticas 14 A. Sandhu 9 A. Sandhu 7 V. Bhriguvanshi | Pabellón: Complejo Deportivo Al-Fayhaa Árbitros: Paul Skayem Taha Al-Hashedi Ahmad Alyousef |  |

| 16 de agosto  | Baréin                                                | 95–72                                 | Indonesia                                                  | Damasco                                                                                       |  |
| 17:30 (UTC+3) | Parciales: 23-16, 22-15, 27-17, 23-24                 | Parciales: 23-16, 22-15, 27-17, 23-24 | Parciales: 23-16, 22-15, 27-17, 23-24                      |                                                                                               |  |
|               | Estadísticas W. Chism 20 W. Chism 11 Tres jugadores 3 | Reporte Pts Reb Asts                  | Estadísticas 15 W. Teja 7 R. Guntara, M. Bolden 4 H. Yonga | Pabellón: Complejo Deportivo Al-Fayhaa Árbitros: Mohammad Taha Hadi Salem Mohammed Altarawneh |  |

| 16 de agosto  | Kazajistán                                           | 85–70                                 | Siria                                                 | Damasco                                                                                          |  |
| 20:00 (UTC+3) | Parciales: 18-17, 21-14, 29-14, 17-25                | Parciales: 18-17, 21-14, 29-14, 17-25 | Parciales: 18-17, 21-14, 29-14, 17-25                 |                                                                                                  |  |
|               | Estadísticas R. Pan 30 R. Pan 12 K. Neff, A. Marat 5 | Reporte Pts Reb Asts                  | Estadísticas 20 M. Arbasha 9 B. Peterson 5 M. Arbasha | Pabellón: Complejo Deportivo Al-Fayhaa Árbitros: Mohammad Alamiri Mohammad Doost Issam Al Siyabi |  |

| 17 de agosto  | India                                                        | 66–79                                | Baréin                                            | Damasco                                                                                           |  |
| 15:00 (UTC+3) | Parciales: 24-17, 15-31, 12-22, 15-9                         | Parciales: 24-17, 15-31, 12-22, 15-9 | Parciales: 24-17, 15-31, 12-22, 15-9              |                                                                                                   |  |
|               | Estadísticas S. Sekhon 17 A. Singh, P. Prince 10 S. Sekhon 4 | Reporte Pts Reb Asts                 | Estadísticas 24 M. Hamooda 11 W. Chism 6 A. Melad | Pabellón: Complejo Deportivo Al-Fayhaa Árbitros: Mohammad Alamiri Issam Al Siyabi Taha Al-Hashedi |  |

| 17 de agosto  | Arabia Saudita                                                  | 79–66                                | Kazajistán                                     | Damasco                                                                                           |  |
| 17:30 (UTC+3) | Parciales: 24-10, 24-13, 22-26, 9-17                            | Parciales: 24-10, 24-13, 22-26, 9-17 | Parciales: 24-10, 24-13, 22-26, 9-17           |                                                                                                   |  |
|               | Estadísticas M. Alsuwailem 23 M. Alsuwailem 10 K. Abdel Gabar 9 | Reporte Pts Reb Asts                 | Estadísticas 14 R. Pan 4 V. Ivanov 8 S. Kuanov | Pabellón: Complejo Deportivo Al-Fayhaa Árbitros: Mohammad Doost Mohammad Taha Mohammed Altarawneh |  |

| 17 de agosto  | Indonesia                                            | 84–78                                | Siria                                          | Damasco                                                                                |  |
| 20:00 (UTC+3) | Parciales: 19-23, 26-22, 32-16, 7-17                 | Parciales: 19-23, 26-22, 32-16, 7-17 | Parciales: 19-23, 26-22, 32-16, 7-17           |                                                                                        |  |
|               | Estadísticas M. Bolden 24 M. Bolden 11 Y. Saputera 8 | Reporte Pts Reb Asts                 | Estadísticas 23 N. Issa 11 H. Adribe 8 N. Issa | Pabellón: Complejo Deportivo Al-Fayhaa Árbitros: Paul Skayem Ahmad Alyousef Hadi Salem |  |

### Europa 1

#### Primera fase

##### Grupo A
| Pos. | Equipo              | PJ | G | P | PF  | PC  | DP  | Pts | Clasificación |
| ---- | ------------------- | -- | - | - | --- | --- | --- | --- | ------------- |
| 1    | Israel              | 3  | 2 | 1 | 231 | 199 | +32 | 5   | Semifinales   |
| 2    | Estonia (H)         | 3  | 2 | 1 | 224 | 201 | +23 | 5   | Semifinales   |
| 3    | República Checa     | 3  | 2 | 1 | 238 | 236 | +2  | 5   |               |
| 4    | Macedonia del Norte | 3  | 0 | 3 | 206 | 263 | −57 | 3   |               |

 Fuente: FIBA
Notas:
1. 1 2 3  Israel 1-1 (3 Pts), +11 DP; Estonia 1-1 (3 Pts), -1 DP; República Checa 1-1 (3 Pts), -10 DP

| 12 de agosto  | República Checa                                    | 77–74                                 | Estonia                                                 | Tallin                                                                                       |  |
| 16:00 (UTC+3) | Parciales: 23-23, 19-16, 14-17, 21-18              | Parciales: 23-23, 19-16, 14-17, 21-18 | Parciales: 23-23, 19-16, 14-17, 21-18                   |                                                                                              |  |
|               | Estadísticas V. Krejčí 20 M. Peterka 8 V. Krejčí 6 | Reporte Pts Reb Asts                  | Estadísticas 16 A. Konontšuk 6 S. Raieste 5 K. Kullamäe | Pabellón: Tondiraba jäähall Árbitros: Aleksandar Glišić Mārtiņš Kozlovskis Gintaras Mačiulis |  |

| 12 de agosto  | Macedonia del Norte                                                                  | 65–86                                 | Israel                                                    | Tallin                                                                             |  |
| 19:00 (UTC+3) | Parciales: 19-24, 19-23, 13-25, 14-14                                                | Parciales: 19-24, 19-23, 13-25, 14-14 | Parciales: 19-24, 19-23, 13-25, 14-14                     |                                                                                    |  |
|               | Estadísticas T. J. Shorts 22 S. Gjuroski, T. Simikj 5 T. J. Shorts, V. Stojanovski 3 | Reporte Pts Reb Asts                  | Estadísticas 21 R. Sorkin 7 R. Sorkin, Y. Ziv 5 R. Sorkin | Pabellón: Tondiraba jäähall Árbitros: Antonio Conde Andris Aunkrogers Zafer Yılmaz |  |

| 13 de agosto  | Israel                                           | 80–67                                 | República Checa                                          | Tallin                                                                         |  |
| 16:00 (UTC+3) | Parciales: 16-12, 28-19, 12-14, 24-22            | Parciales: 16-12, 28-19, 12-14, 24-22 | Parciales: 16-12, 28-19, 12-14, 24-22                    |                                                                                |  |
|               | Estadísticas Y. Madar 27 Y. Kravits 7 Y. Madar 5 | Reporte Pts Reb Asts                  | Estadísticas 16 M. Kříž 7 M. Kříž 6 V. Krejčí, O. Sehnal | Pabellón: Tondiraba jäähall Árbitros: Antonio Conde Gatis Saliņš Franko Gracin |  |

| 13 de agosto  | Estonia                                               | 83–59                                | Macedonia del Norte                                          | Tallin                                                                                  |  |
| 19:00 (UTC+3) | Parciales: 25-7, 19-15, 21-22, 18-15                  | Parciales: 25-7, 19-15, 21-22, 18-15 | Parciales: 25-7, 19-15, 21-22, 18-15                         |                                                                                         |  |
|               | Estadísticas K. Treier 14 S. Raieste 11 K. Kullamäe 9 | Reporte Pts Reb Asts                 | Estadísticas 12 V. Stojanovski 6 A. Magdevski 4 A. Magdevski | Pabellón: Tondiraba jäähall Árbitros: Aleksandar Glišić Andris Aunkrogers Viola Györgyi |  |

| 15 de agosto  | República Checa                                              | 94–82                                 | Macedonia del Norte                                          | Tallin                                                                             |  |
| 16:00 (UTC+3) | Parciales: 19-16, 26-23, 26-19, 23-24                        | Parciales: 19-16, 26-23, 26-19, 23-24 | Parciales: 19-16, 26-23, 26-19, 23-24                        |                                                                                    |  |
|               | Estadísticas V. Hruban, T. Kyzlink 18 M. Kříž 10 V. Krejčí 8 | Reporte Pts Reb Asts                  | Estadísticas 27 T. J. Shorts 6 L. Mladenovski 5 T. J. Shorts | Pabellón: Tondiraba jäähall Árbitros: Antonio Conde Gintaras Mačiulis Gatis Saliņš |  |

| 15 de agosto  | Israel                                           | 65–67                                 | Estonia                                                                   | Tallin                                                                                  |  |
| 19:00 (UTC+3) | Parciales: 12-20, 22-16, 16-16, 15-15            | Parciales: 12-20, 22-16, 16-16, 15-15 | Parciales: 12-20, 22-16, 16-16, 15-15                                     |                                                                                         |  |
|               | Estadísticas R. Sorkin 18 R. Sorkin 9 Y. Madar 7 | Reporte Pts Reb Asts                  | Estadísticas 16 K. Treier 7 H. Drell, K. Treier 5 K. Kullamäe, S. Raieste | Pabellón: Tondiraba jäähall Árbitros: Andris Aunkrogers Mārtiņš Kozlovskis Zafer Yılmaz |  |

##### Grupo B
| Pos. | Equipo               | PJ | G | P | PF  | PC  | DP  | Pts | Clasificación |
| ---- | -------------------- | -- | - | - | --- | --- | --- | --- | ------------- |
| 1    | Polonia (H)          | 3  | 3 | 0 | 246 | 222 | +24 | 6   | Semifinales   |
| 2    | Bosnia y Herzegovina | 3  | 2 | 1 | 263 | 238 | +25 | 5   | Semifinales   |
| 3    | Portugal             | 3  | 1 | 2 | 226 | 236 | −10 | 4   |               |
| 4    | Hungría              | 3  | 0 | 3 | 233 | 272 | −39 | 3   |               |

 Fuente: FIBA
| 13 de agosto  | Polonia                                                                   | 83–81                                 | Hungría                                                          | Gliwice                                                                |  |
| 13:30 (UTC+2) | Parciales: 19-19, 19-13, 21-28, 24-21                                     | Parciales: 19-19, 19-13, 21-28, 24-21 | Parciales: 19-19, 19-13, 21-28, 24-21                            |                                                                        |  |
|               | Estadísticas A. Balcerowski 22 A. Balcerowski, M. Ponitka 6 M. Ponitka 10 | Reporte Pts Reb Asts                  | Estadísticas 24 Z. Perl 7 G. Golomán, K. Karahodžić 6 A. Somogyi | Pabellón: Arena Gliwice Árbitros: Boris Krejić Kerem Baki Martin Vulić |  |

| 13 de agosto  | Portugal                                              | 75–84                                 | Bosnia y Herzegovina                           | Gliwice                                                                             |  |
| 16:30 (UTC+2) | Parciales: 24-17, 16-20, 14-21, 21-26                 | Parciales: 24-17, 16-20, 14-21, 21-26 | Parciales: 24-17, 16-20, 14-21, 21-26          |                                                                                     |  |
|               | Estadísticas R. Lisboa 22 D. Brito 8 Tres jugadores 4 | Reporte Pts Reb Asts                  | Estadísticas 21 D. Musa 12 L. Garza 10 E. Atić | Pabellón: Arena Gliwice Árbitros: Gvidas Gedvilas Martin Horozov Mehmet Karabilecen |  |

| 14 de agosto  | Hungría                                                              | 74–86                                | Portugal                                          | Gliwice                                                                       |  |
| 17:30 (UTC+2) | Parciales: 21-22, 21-26, 23-19, 9-19                                 | Parciales: 21-22, 21-26, 23-19, 9-19 | Parciales: 21-22, 21-26, 23-19, 9-19              |                                                                               |  |
|               | Estadísticas D. Vojvoda 16 G. Golomán 11 K. Karahodžić, A. Somogyi 3 | Reporte Pts Reb Asts                 | Estadísticas 17 D. Brito 6 G. Delgado 7 R. Lisboa | Pabellón: Arena Gliwice Árbitros: Boris Krejić Ariadna Chueca Sergii Zashchuk |  |

| 14 de agosto  | Bosnia y Herzegovina                            | 76–85                                 | Polonia                                                             | Gliwice                                                                      |  |
| 20:30 (UTC+2) | Parciales: 19-27, 18-23, 18-20, 21-15           | Parciales: 19-27, 18-23, 18-20, 21-15 | Parciales: 19-27, 18-23, 18-20, 21-15                               |                                                                              |  |
|               | Estadísticas J. Nurkić 17 J. Nurkić 8 E. Atić 8 | Reporte Pts Reb Asts                  | Estadísticas 22 M. Ponitka, M. Sokołowski 9 M. Ponitka 7 M. Ponitka | Pabellón: Arena Gliwice Árbitros: Nicolas Maestre Kerem Baki Gvidas Gedvilas |  |

| 16 de agosto  | Portugal                                           | 65–78                                 | Polonia                                                                | Gliwice                                                                                |  |
| 18:00 (UTC+2) | Parciales: 10-17, 14-18, 17-18, 24-25              | Parciales: 10-17, 14-18, 17-18, 24-25 | Parciales: 10-17, 14-18, 17-18, 24-25                                  |                                                                                        |  |
|               | Estadísticas D. Gameiro 11 V. Voytso 8 R. Lisboa 5 | Reporte Pts Reb Asts                  | Estadísticas 13 Tres jugadores 6 I. Miličić, A. Balcerowski 8 A. Pluta | Pabellón: Arena Gliwice Árbitros: Nicolas Maestre Radomir Vojinović Mehmet Karabilecen |  |

| 16 de agosto  | Hungría                                        | 78–103                                | Bosnia y Herzegovina                           | Gliwice                                                                       |  |
| 21:00 (UTC+2) | Parciales: 16-36, 12-21, 24-26, 26-20          | Parciales: 16-36, 12-21, 24-26, 26-20 | Parciales: 16-36, 12-21, 24-26, 26-20          |                                                                               |  |
|               | Estadísticas Z. Perl 21 G. Golomán 5 Z. Perl 5 | Reporte Pts Reb Asts                  | Estadísticas 26 D. Musa 10 J. Nurkić 7 D. Musa | Pabellón: Arena Gliwice Árbitros: Oskars Lucis Sergii Zashchuk Ariadna Chueca |  |

#### Fase final
|  | Semifinales  | Semifinales          | Semifinales  |         |                      | Final                | Final        | Final        |  |
|  | 18 de agosto | 18 de agosto         | 18 de agosto |         |                      | 20 de agosto         | 20 de agosto | 20 de agosto |  |
|  |              |                      |              |         |                      |                      |              |              |  |
|  |              |                      |              |         |                      |                      |              |              |  |
|  | B2           | Bosnia y Herzegovina | 86           |         |                      |                      |              |              |  |
|  | B2           | Bosnia y Herzegovina | 86           |         |                      |                      |              |              |  |
|  | A1           | Israel               | 77           |         |                      |                      |              |              |  |
|  | A1           | Israel               | 77           |         | Bosnia y Herzegovina | Bosnia y Herzegovina | 72           |              |  |
|  |              |                      |              |         | Bosnia y Herzegovina | Bosnia y Herzegovina | 72           |              |  |
|  |              |                      | Polonia      | Polonia | 76                   |                      |              |              |  |
|  | B1           | Polonia              | Polonia      | Polonia | 76                   | 93                   |              |              |  |
|  | B1           | Polonia              |              |         |                      | 93                   |              |              |  |
|  | A2           | Estonia              | 83           |         |                      |                      |              |              |  |
|  | A2           | Estonia              | 83           |         |                      |                      |              |              |  |
|  |              |                      |              |         |                      |                      |              |              |  |

##### Semifinales
| 18 de agosto  | Polonia                                                               | 93–83                                 | Estonia                                             | Gliwice                                                                           |  |
| 17:30 (UTC+2) | Parciales: 22-18, 19-17, 22-21, 30-27                                 | Parciales: 22-18, 19-17, 22-21, 30-27 | Parciales: 22-18, 19-17, 22-21, 30-27               |                                                                                   |  |
|               | Estadísticas M. Sokołowski 19 A. Balcerowski, M. Ponitka 8 A. Pluta 7 | Reporte Pts Reb Asts                  | Estadísticas 18 K. Treier 6 K. Treier 6 K. Kullamäe | Pabellón: Arena Gliwice Árbitros: Nicolas Maestre Radomir Vojinović Franko Gracin |  |

| 18 de agosto  | Bosnia y Herzegovina                            | 86–77                                 | Israel                                         | Gliwice                                                                     |  |
| 20:30 (UTC+2) | Parciales: 20-22, 16-11, 23-19, 27-25           | Parciales: 20-22, 16-11, 23-19, 27-25 | Parciales: 20-22, 16-11, 23-19, 27-25          |                                                                             |  |
|               | Estadísticas L. Garza 24 J. Nurkić 14 D. Musa 5 | Reporte Pts Reb Asts                  | Estadísticas 28 R. Sorkin 9 R. Sorkin 8 Y. Ziv | Pabellón: Arena Gliwice Árbitros: Oskars Lucis Zafer Yılmaz Sergii Zashchuk |  |

##### Final
| 20 de agosto  | Bosnia y Herzegovina                            | 72–76                                 | Polonia                                                 | Gliwice                                                                     |  |
| 14:15 (UTC+2) | Parciales: 23-23, 16-17, 15-14, 18-22           | Parciales: 23-23, 16-17, 15-14, 18-22 | Parciales: 23-23, 16-17, 15-14, 18-22                   |                                                                             |  |
|               | Estadísticas A. Lazić 16 J. Nurkić 12 E. Atić 9 | Reporte Pts Reb Asts                  | Estadísticas 16 M. Sokołowski 8 M. Ponitka 5 M. Ponitka | Pabellón: Arena Gliwice Árbitros: Oskars Lucis Nicolas Maestre Zafer Yılmaz |  |

### Europa 2

#### Primera fase

##### Grupo C
| Pos. | Equipo      | PJ | G | P | PF  | PC  | DP  | Pts | Clasificación |
| ---- | ----------- | -- | - | - | --- | --- | --- | --- | ------------- |
| 1    | Turquía (H) | 3  | 3 | 0 | 288 | 210 | +78 | 6   | Semifinales   |
| 2    | Ucrania     | 3  | 2 | 1 | 234 | 225 | +9  | 5   | Semifinales   |
| 3    | Islandia    | 3  | 1 | 2 | 234 | 257 | −23 | 4   |               |
| 4    | Bulgaria    | 3  | 0 | 3 | 213 | 277 | −64 | 3   |               |

 Fuente: FIBA
| 12 de agosto  | Ucrania                                              | 80–71                                              | Bulgaria                                           | Estambul                                                                          |  |
| 17:00 (UTC+3) | Parciales: 27-10, 13-19, 15-19, 13-20 (T.E.: 12-3)   | Parciales: 27-10, 13-19, 15-19, 13-20 (T.E.: 12-3) | Parciales: 27-10, 13-19, 15-19, 13-20 (T.E.: 12-3) |                                                                                   |  |
|               | Estadísticas O. Kovliar 25 V. Bobrov 11 O. Kovliar 7 | Reporte Pts Reb Asts                               | Estadísticas 18 P. Ivanov 10 I. Alipiev 8 B. Young | Pabellón: Sinan Erdem Spor Salonu Árbitros: Yohan Rosso Luis Castillo Michał Proc |  |

| 12 de agosto  | Turquía                                                                      | 99–72                                 | Islandia                                                      | Estambul                                                                                  |  |
| 20:00 (UTC+3) | Parciales: 20-17, 34-14, 24-20, 21-21                                        | Parciales: 20-17, 34-14, 24-20, 21-21 | Parciales: 20-17, 34-14, 24-20, 21-21                         |                                                                                           |  |
|               | Estadísticas S. Hazer, O. Yurtseven 13 A. Şengün, O. Yurtseven 7 O. Ulubay 4 | Reporte Pts Reb Asts                  | Estadísticas 20 O. Gunnarsson 5 J. Guðmundsson 4 P. Birgisson | Pabellón: Sinan Erdem Spor Salonu Árbitros: Manuel Mazzoni Ademir Zurapović Paulo Marques |  |

| 13 de agosto  | Islandia                                                                   | 69–82                                 | Ucrania                                                | Estambul                                                                                 |  |
| 18:00 (UTC+3) | Parciales: 18-17, 16-26, 16-23, 19-16                                      | Parciales: 18-17, 16-26, 16-23, 19-16 | Parciales: 18-17, 16-26, 16-23, 19-16                  |                                                                                          |  |
|               | Estadísticas T. Hlinason 18 T. Hlinason 9 A. Steinarsson, J. Guðmundsson 4 | Reporte Pts Reb Asts                  | Estadísticas 23 O. Kovliar 9 V. Kravtsov 10 O. Kovliar | Pabellón: Sinan Erdem Spor Salonu Árbitros: Manuel Mazzoni Péter Praksch Ilias Kounelles |  |

| 13 de agosto  | Bulgaria                                                 | 66–104                               | Turquía                                                | Estambul                                                                                |  |
| 20:45 (UTC+3) | Parciales: 13-28, 9-24, 26-29, 18-23                     | Parciales: 13-28, 9-24, 26-29, 18-23 | Parciales: 13-28, 9-24, 26-29, 18-23                   |                                                                                         |  |
|               | Estadísticas A. Simeonov 20 I. Alipiev 6 D. Karamfilov 8 | Reporte Pts Reb Asts                 | Estadísticas 14 F. Korkmaz 11 O. Yurtseven 6 K. Sipahi | Pabellón: Sinan Erdem Spor Salonu Árbitros: Ademir Zurapović Marius Ciulin Ivor Matějek |  |

| 15 de agosto  | Bulgaria                                           | 76–93                                 | Islandia                                                         | Estambul                                                                                   |  |
| 17:00 (UTC+3) | Parciales: 13-27, 19-23, 24-26, 20-17              | Parciales: 13-27, 19-23, 24-26, 20-17 | Parciales: 13-27, 19-23, 24-26, 20-17                            |                                                                                            |  |
|               | Estadísticas P. Ivanov 16 A. Simeonov 9 B. Young 7 | Reporte Pts Reb Asts                  | Estadísticas 17 T. Thorbjarnarson 8 T. Hlinason 6 A. Steinarsson | Pabellón: Sinan Erdem Spor Salonu Árbitros: Marius Ciulin Dariusz Zapolski Carsten Straube |  |

| 15 de agosto  | Turquía                                               | 85–72                                 | Ucrania                                                          | Estambul                                                                             |  |
| 20:00 (UTC+3) | Parciales: 25-25, 24-16, 21-14, 15-17                 | Parciales: 25-25, 24-16, 21-14, 15-17 | Parciales: 25-25, 24-16, 21-14, 15-17                            |                                                                                      |  |
|               | Estadísticas A. Şengün 30 O. Yurtseven 15 K. Sipahi 7 | Reporte Pts Reb Asts                  | Estadísticas 14 O. Mishula 6 V. Kravtsov, V. Bobrov 6 P. Krutous | Pabellón: Sinan Erdem Spor Salonu Árbitros: Manuel Mazzoni Paulo Marques Michał Proc |  |

##### Grupo D
| Pos. | Equipo       | PJ | G | P | PF  | PC  | DP  | Pts | Clasificación |
| ---- | ------------ | -- | - | - | --- | --- | --- | --- | ------------- |
| 1    | Croacia      | 3  | 3 | 0 | 274 | 203 | +71 | 6   | Semifinales   |
| 2    | Suecia       | 3  | 2 | 1 | 237 | 266 | −29 | 5   | Semifinales   |
| 3    | Países Bajos | 3  | 1 | 2 | 248 | 256 | −8  | 4   |               |
| 4    | Bélgica      | 3  | 0 | 3 | 209 | 243 | −34 | 3   |               |

 Fuente: FIBA
| 13 de agosto  | Países Bajos                                                 | 89–91                                              | Suecia                                                      | Estambul                                                                                   |  |
| 12:30 (UTC+3) | Parciales: 20-18, 19-21, 22-27, 20-15 (T.E.: 8-10)           | Parciales: 20-18, 19-21, 22-27, 20-15 (T.E.: 8-10) | Parciales: 20-18, 19-21, 22-27, 20-15 (T.E.: 8-10)          |                                                                                            |  |
|               | Estadísticas Y. Franke 19 D. N'Guessan 9 K. van der Vuurst 7 | Reporte Pts Reb Asts                               | Estadísticas 28 M. Pantzar 7 A. Ramstedt, B. Njie 6 B. Njie | Pabellón: Sinan Erdem Spor Salonu Árbitros: Paulo Marques Mihkel Männiste Zdenko Tomašovič |  |

| 13 de agosto  | Croacia                                           | 86–55                                | Bélgica                                                 | Estambul                                                                          |  |
| 15:15 (UTC+3) | Parciales: 18-8, 21-10, 30-13, 17-24              | Parciales: 18-8, 21-10, 30-13, 17-24 | Parciales: 18-8, 21-10, 30-13, 17-24                    |                                                                                   |  |
|               | Estadísticas M. Hezonja 22 I. Zubac 14 J. Smith 5 | Reporte Pts Reb Asts                 | Estadísticas 16 M. Lecomte 11 T. de Ridder 4 M. Lecomte | Pabellón: Sinan Erdem Spor Salonu Árbitros: Yohan Rosso Luis Castillo Michał Proc |  |

| 14 de agosto  | Bélgica                                                 | 76–78                                 | Países Bajos                                                          | Estambul                                                                                 |  |
| 17:00 (UTC+3) | Parciales: 16-20, 12-25, 27-12, 21-21                   | Parciales: 16-20, 12-25, 27-12, 21-21 | Parciales: 16-20, 12-25, 27-12, 21-21                                 |                                                                                          |  |
|               | Estadísticas L. Schwartz 19 T. de Ridder 7 M. Lecomte 2 | Reporte Pts Reb Asts                  | Estadísticas 16 J. Edwards, C. Kloof 8 J. Edwards 6 K. van der Vuurst | Pabellón: Sinan Erdem Spor Salonu Árbitros: Ademir Zurapović Luis Castillo Marius Ciulin |  |

| 14 de agosto  | Suecia                                                       | 67–99                                | Croacia                                                    | Estambul                                                                             |  |
| 20:00 (UTC+3) | Parciales: 22-24, 20-27, 7-21, 18-27                         | Parciales: 22-24, 20-27, 7-21, 18-27 | Parciales: 22-24, 20-27, 7-21, 18-27                       |                                                                                      |  |
|               | Estadísticas E. Clarance 29 D. Hook, A. Ramstedt 6 B. Njie 3 | Reporte Pts Reb Asts                 | Estadísticas 24 J. Smith 7 M. Hezonja 7 D. Šarić, I. Zubac | Pabellón: Sinan Erdem Spor Salonu Árbitros: Manuel Mazzoni Yohan Rosso Paulo Marques |  |

| 16 de agosto  | Países Bajos                                                                      | 81–89                                 | Croacia                                         | Estambul                                                                                 |  |
| 17:00 (UTC+3) | Parciales: 15-28, 21-20, 26-20, 19-21                                             | Parciales: 15-28, 21-20, 26-20, 19-21 | Parciales: 15-28, 21-20, 26-20, 19-21           |                                                                                          |  |
|               | Estadísticas Y. Franke 22 J. Edwards, D. N'Guessan 8 K. van der Vuurst, R. Mast 4 | Reporte Pts Reb Asts                  | Estadísticas 21 I. Zubac 6 D. Šarić 12 D. Šarić | Pabellón: Sinan Erdem Spor Salonu Árbitros: Manuel Mazzoni Marius Ciulin Carsten Straube |  |

| 16 de agosto  | Bélgica                                                   | 78–79                                 | Suecia                                               | Estambul                                                                                   |  |
| 20:00 (UTC+3) | Parciales: 23-18, 21-25, 21-22, 13-14                     | Parciales: 23-18, 21-25, 21-22, 13-14 | Parciales: 23-18, 21-25, 21-22, 13-14                |                                                                                            |  |
|               | Estadísticas T. de Ridder 17 T. de Ridder 9 L. Schwartz 7 | Reporte Pts Reb Asts                  | Estadísticas 21 E. Clarance 6 N. Spires 5 M. Pantzar | Pabellón: Sinan Erdem Spor Salonu Árbitros: Ademir Zurapović Paulo Marques Lorenzo Baldini |  |

#### Fase final
|  | Semifinales  | Semifinales  | Semifinales  |         |         | Final        | Final        | Final        |  |
|  | 18 de agosto | 18 de agosto | 18 de agosto |         |         | 20 de agosto | 20 de agosto | 20 de agosto |  |
|  |              |              |              |         |         |              |              |              |  |
|  |              |              |              |         |         |              |              |              |  |
|  | D2           | Suecia       | 84           |         |         |              |              |              |  |
|  | D2           | Suecia       | 84           |         |         |              |              |              |  |
|  | C1           | Turquía      | 105          |         |         |              |              |              |  |
|  | C1           | Turquía      | 105          |         | Turquía | Turquía      | 71           |              |  |
|  |              |              |              |         | Turquía | Turquía      | 71           |              |  |
|  |              |              | Croacia      | Croacia | 84      |              |              |              |  |
|  | D1           | Croacia      | Croacia      | Croacia | 84      | 85           |              |              |  |
|  | D1           | Croacia      |              |         |         | 85           |              |              |  |
|  | C2           | Ucrania      | 70           |         |         |              |              |              |  |
|  | C2           | Ucrania      | 70           |         |         |              |              |              |  |
|  |              |              |              |         |         |              |              |              |  |

##### Semifinales
| 18 de agosto  | Croacia                                                | 85–70                                 | Ucrania                                                  | Estambul                                                                            |  |
| 17:00 (UTC+3) | Parciales: 24-17, 18-19, 26-16, 17-18                  | Parciales: 24-17, 18-19, 26-16, 17-18 | Parciales: 24-17, 18-19, 26-16, 17-18                    |                                                                                     |  |
|               | Estadísticas M. Hezonja 22 D. Šarić 8 Tres jugadores 3 | Reporte Pts Reb Asts                  | Estadísticas 20 O. Kovliar 4 Tres jugadores 8 O. Kovliar | Pabellón: Sinan Erdem Spor Salonu Árbitros: Paulo Marques Michał Proc Marius Ciulin |  |

| 18 de agosto  | Suecia                                               | 84–105                                | Turquía                                               | Estambul                                                                                     |  |
| 20:00 (UTC+3) | Parciales: 19-26, 23-30, 15-24, 27-25                | Parciales: 19-26, 23-30, 15-24, 27-25 | Parciales: 19-26, 23-30, 15-24, 27-25                 |                                                                                              |  |
|               | Estadísticas E. Clarance 19 E. Clarance 6 B. Njie 14 | Reporte Pts Reb Asts                  | Estadísticas 18 F. Korkmaz 9 O. Yurtseven 6 O. Ulubay | Pabellón: Sinan Erdem Spor Salonu Árbitros: Lorenzo Baldini Dariusz Zapolski Carsten Straube |  |

##### Final
| 20 de agosto  | Turquía                                                              | 71–84                                 | Croacia                                           | Estambul                                                                              |  |
| 20:00 (UTC+3) | Parciales: 14-24, 15-24, 26-18, 16-18                                | Parciales: 14-24, 15-24, 26-18, 16-18 | Parciales: 14-24, 15-24, 26-18, 16-18             |                                                                                       |  |
|               | Estadísticas F. Korkmaz 19 O. Yurtseven, O. Bitim 7 Tres jugadores 3 | Reporte Pts Reb Asts                  | Estadísticas 22 D. Šarić 11 D. Šarić 6 B. Kapusta | Pabellón: Sinan Erdem Spor Salonu Árbitros: Paulo Marques Lorenzo Baldini Michał Proc |  |

## Clasificados al Torneo Preolímpico
| Bahamas | Baréin | Camerún | Croacia | Polonia |